# Karugunda, Madikeri
Karugunda là một làng thuộc tehsil Madikeri, huyện Kodagu, bang Karnataka, Ấn Độ.